# János Barta (istoric literar)
János Barta (n. 9 august 1901, Szentes, Csongrád-Csanád, Ungaria – d. 18 aprilie 1988, Debrețin, Ungaria) a fost un istoric literar și profesor universitar maghiar.

## Biografie
A fost fiul lui Edwárd Barta și al Annei Sípos. După absolvirea Liceului din Szentes, a urmat studii universitare la Universitatea „Pázmány Péter” din Budapesta, fiind un discipol al profesorului János Horváth. A început să predea cursuri de literatură maghiară din 1923. A fost membru al Colegiului Hungaricum din Berlin în cea de-a doua jumătate a anilor 1920. În 1942 a fost profesor universitar asociat.
În 1950 a devenit profesor la Universitatea din Budapesta. În toamna anului 1951 a fost numit profesor de istorie literară maghiară la Universitatea Kossuth Lajos din Debrețin. În 1952 s-a mutat la Debrețin, unde a predat cursul de literatura maghiară din cea de-a doua jumătate a secolului al XIX-lea. Aici a pus bazele unei școli de istorie literară. În 1956 a devenit rector al Universității Kossuth Lajos, iar apoi a fost director al Institutului de Istorie Literară Maghiară. În 1967 a fost ales membru corespondent al Academiei Maghiare de Științe, iar din 1982 a fost membru titular.

## Activitatea profesională
A scris studii de istorie literară dedicate scriitorilor maghiari János Arany, Imre Madách, Mór Jókai, Zsigmond Kemény, János Vajda, Dezső Kosztolányi, Mihály Babits, Endre Ady, Zsigmond Móricz, ca și despre alte personalități culturale din Epoca reformelor.
Studiul A romantikus Vörösmarty a apărut în revista Nyugat în 1937; alte studii de istorie literară au fost publicate în revista Irodalomtörténet.
Împreună cu Tibor Klaniczay a editat cele două volume ale lucrării Magyar irodalmi szöveggyűjtemény și a elaborat un manual de literatură maghiară (în 1950). Începând din 1969 a publicat ediția critică a operelor literare complete ale lui János Vajda. A fost membru în consiliul științific al Societății Internaționale Lenau.

## Lucrări
- Madách Imre (1942)
- Arany János (1953)
- Jókai és a művészi igazság (1954)
- Mikszáth (Kálmán) problémák (1961)
- Élmény és forma (studii, 1965)
- Költők és írók (studii, 1966)
- Esztétikai és irodalmi tanulmányok (studii, 1976)
- Évfordulók (studii, evocări, 1981)
- A pálya végén (studii, 1987)
- Ma, tegnap, tegnapelőtt (studii, împreună cu László Imre, 1990)
- Arany János és kortársai 1-2.; Kossuth Egyetemi Kiadó, Debrețin, 2003 (Csokonai könyvtár, 27.)
- Magánélet és remekmű. Madách-tanulmányok; postfață de Albert Beke; Mundus, Budapesta, 2003 (Mundus – új irodalom, 34.)
- Kloss Andor: Az útkeresés évei. Levelezés Barta Jánossal; Axel Springer, Budapesta, 2011